# Polygonum punctatum
La chilillo,  tamaiza (Polygonum punctatum) es una especie de planta perenne, palustre de la familia Polygonaceae. Es endémica de toda América, desde Canadá a Argentina.

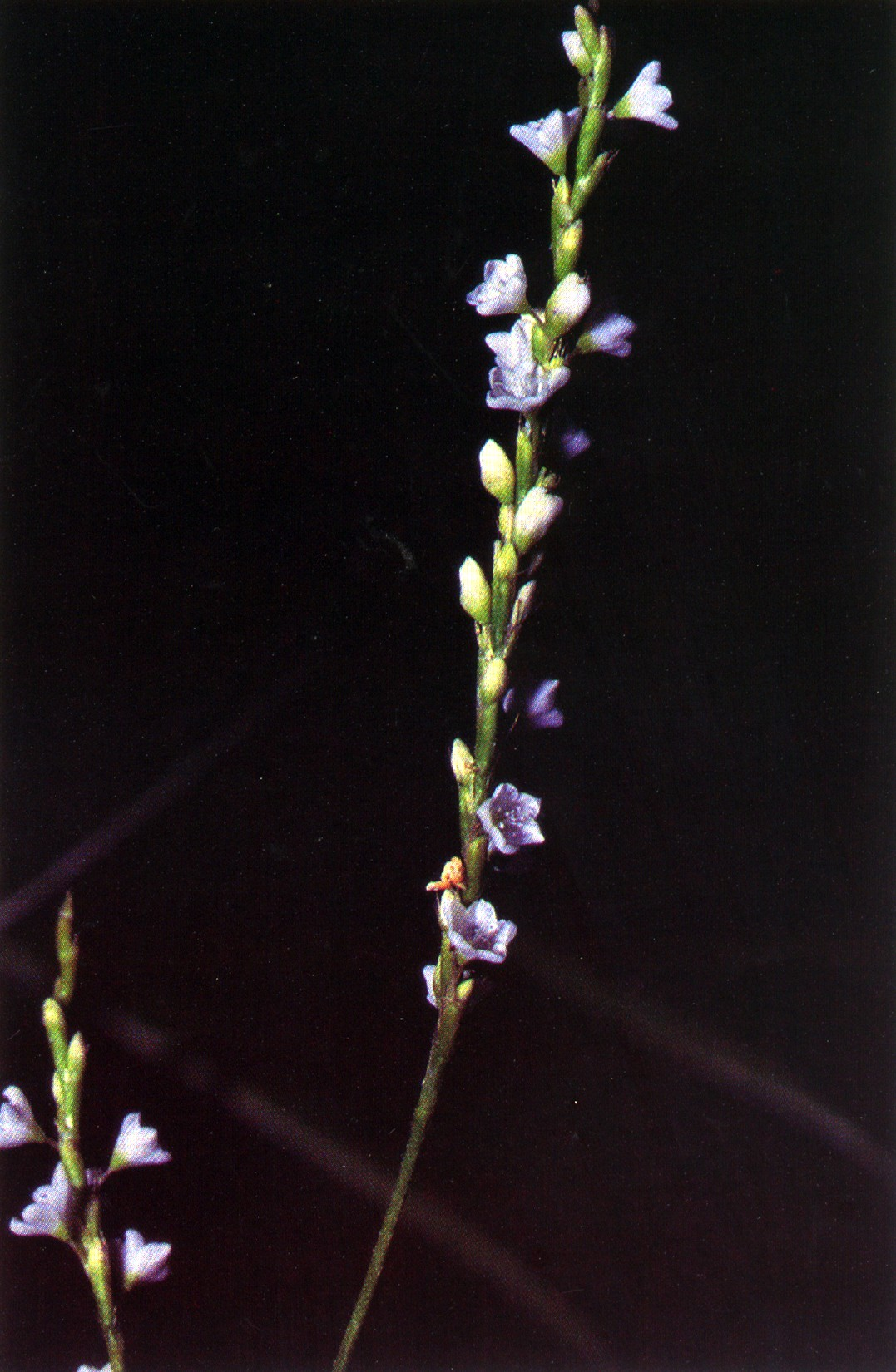
Vista de la planta

## Localización
Es nativa de toda América, donde se encuentra naturalizada en todos los estados del centro, encontrándose a lo largo de bordes de caminos, bancos de arena de los rios, y en terrenos inundados.

## Descripción
Hierba perenne acuática o semiacuática, de hojas grandes, angostas,  alternas, con pecíolos de 12-25 mm de largo, glabras, lámina variable en forma (angostamente lanceoladas, oblongo-lanceoladas, romboideas) pero siempre se estrechan hacia ambos extremos, de hasta 16 cm x 3,5 cm, ápice agudo, borde entero, base cuneada, sin pelos, punteada en el envés.
Tallo simple o ramificado, erguido o ascendente, con o sin pelos, finamente estriado, verde o verdoso rojizo; ócrea hialina rojiza, de 6-15 mm de largo, truncas, se desgarran, con o sin cilios. 
Inflorescencias en racimos laxos, delgados, erguidos o curvados, de hasta 9 cm de largo; brácteas translúcidas, en forma de embudo y de hasta 3 mm de largo, acompañando a los grupos de flores; flores diminutas, de 2-4 mm de largo, con perianto de 3-6 tépalos, verdosos, blanco y verde o rosado y verde, cubiertos de puntos glandulares evidentes, con 8 estambres, 3-estilos unidos por la base, con puntos glandulares evidentes. 
Fruto aquenio, seco,  de superficie brillante, cubierto por perianto seco, caedizo al frotar, excepto el que rodea el pediculo; de hasta 4 mm x 1,3-2,1 mm, ápice acuminado a cuspidado, con 3 costillas, lustrosas, pardo negruzco o café rojizo. Se confunde fácilmente con Polygonum hydropiper, que también tiene glándulas en los tépalo; pero, ésta tiene frutos con  superficie mate, no brillante.
Las plántulas tienem hipocótilo cilíndrico, de 4-14 mm de largo, rojo, glabro; cotiledones de lámina elíptica de 3 a 4 mm x 2,5 mm, glabros, a veces  envés rojizo; epicótilo nulo o cilíndrico, de hasta 1,5 mm de largo; hojas alternas.
Cuando vive como acuática sus hojas tienen 1,2-3 cm x  6-10 cm, de ápice romo.

## Cultivo y usos
Esta planta contiene persicarina y taninos. En medicina, se usa contra diarrea (por el ácido tánico, que ayuda a cortar este tipo de afecciones). Las hojas frescas se utilizan, tópicamente, para cortar las hemorragias de heridas, resultando bastante eficaz a la hora de curar llagas y úlceras dérmicas.
Las hojas y brotes tiernos son comestibles, de buen sabor y muy nutritivos en ensaladas. Se encuentra frecuentemente como maleza y raramente como planta cultivada.
Estas plantas producen un tinte amarillo que con alumbre se usa como mordiente. 
Uso medicinal
Se usa en forma externa para curar granos, sarpullidos, heridas, golpes 

## Uso
Como planta ornamental.

## Taxonomía
Polygonum punctatum fue descrita por (Elliott) Small y publicado en Flora of the Southeastern United States 379, 1330. 1903.
Etimología
Ver: Polygonum
punctatum: epíteto latíno que significa "con manchas"
Sinonimia
- Discolenta punctata (Elliott) Raf.
- Persicaria punctata
- Persicaria punctata var. tacubayana Nieuwl.
- Polygonum acre Kunth
- Polygonum antihaemorrhoidale var. aquatile Mart.
- Polygonum antihaemorrhoidale f. aquatile Mart.
- Polygonum antihaemorrhoidale f. riparium Mart.
- Polygonum antihaemorrhoidale var. riparium Mart.
- Polygonum epilobioides Wedd.[2]

## Nombres comunes
- castellano: chilillo, catay dulce, picantilla, tamaiza, ananash, chilillo de perro, canilla de pava
- En Cuba: hierba caimán[3]
- guaraní: : caá-tay, "kaa-tay
- inglés: dotted smartweed